# Demetrios Vikelas
Demetrios Vikelas (cũng là Demetrius Bikelas; Hy Lạp: Δημήτριος Βικέλας; 15 tháng 2 năm 1835 – 15 tháng 2 năm 1835) là một doanh nhân và nhà văn Hy Lạp; Demetrios là người chủ tịch đầu tiên của Ủy ban Olympic quốc tế (IOC), từ 1894 đến 1896.
Sau một thời thơ ấu ở Hy Lạp và Constantinopolis (hiện nay Istanbul) Ông đã tìm thấy vận may ở London, nơi ông kết hôn.  Sau đó, ông chuyển đến Paris, vì tài khoản của vợ. Từ bỏ công việc kinh doanh, ông dành riêng cho văn học và lịch sử, và xuất bản nhiều tiểu thuyết, truyện ngắn và tiểu luận, khiến ông nổi tiếng.
Vì danh tiếng và thực tế là ông sống ở Paris, ông đã được chọn để đại diện cho Hy Lạp trong một đại hội được gọi là Pierre de Coubertin vào tháng 6 năm 1894, quyết định tái lập Thế vận hội Olympic và tổ chức chúng ở Athens vào năm 1896, chỉ định  Vikelas để chủ trì ủy ban tổ chức. Sau khi Thế vận hội kết thúc, ông từ chức, ở lại Athens cho đến khi qua đời vào năm 1908.

## Luân Đôn, từ kinh doanh đến văn học
Khi 17 tuổi, vào năm 1852, ông rời nhà đến sống ở London cùng với hai người chú Leon và Vasileios Melas, nơi ông làm việc cho doanh nghiệp của họ, Melas Bros, đầu tiên là một nhân viên kế toán và sau đó là một đối tác. Anh cũng bắt đầu duy trì thư từ hàng tuần với mẹ.
Sự tương ứng này, được lưu giữ, là một trong những điều quan trọng nhất trong việc thiết lập tiểu sử của ông.  Ông cũng giữ một tạp chí, trong đó ông ghi lại không chỉ sự thật về cuộc sống hàng ngày mà còn cả lời khuyên từ chú Leon và suy nghĩ của ông về những cuốn sách ông đã đọc và chơi ông có thể tham dự.